# Протопопов, Евгений Валентинович
Евгений Валентинович Протопопов (род. 1957) — ректор СибГИУ в 2013-2020 гг., профессор кафедры металлургии чёрных металлов. 

## Биография
Родился в Сталинске в 1957 году. Окончил 11 школу в Новокузнецке. Поступил в 1975 году Сибирский металлургический институт на специальность металлургия стали. Окончил СМИ в 1980 году. В 1982 году поступил в аспирантуру Днепродзержинского индустриального института. В 1987 году защитил кандидатскую диссертацию «Разработка, исследование и совершенствование дутьевого режима выплавки стали в конвертерах при комбинированной продувке кислородом и нейтральным газом». С 1986 года работает в СМИ преподавателем. С 1991 года является заведующим кафедрой металлургии стали. С 1995 до 2010 год — декан металлургического факультета СибГИУ (СибГГМА). С 2010 до 2013 года — директор металлургического института СибГИУ. В 1999 защитил докторскую диссертацию «Разработка теории и комплексной технологии конвертерной плавки при изменяющихся параметрах металлозавалки». В 2008 участвовал в выборах на должность ректора СибГИУ. Председатель Кузбасского отделения РАЕН. Является главным редактором журнала «Вестник Сибирского государственного индустриального университета» и сборника научных трудов «Вестник горно-металлургической секции Российской Академии естественных наук. Отделение металлургии», заместителем главного редактора журнала «Известия высших учебных заведений. Чёрная металлургия», председателем диссертационного совета Д212.252.01 при Сибирском государственном индустриальном университете, председателем Президиума Западно-Сибирского отделения Российской Академии естественных наук. Преподаёт на кафедре Металлургии чёрных металлов. Возглавляет диссертационный совет Д 212.252.01 при СибГИУ. 24 мая 2018 года на конференции работников и обучающихся переизбран ректором.
6 августа 2020 года ушёл в отставку с поста ректора. С начала 2021 года руководит НОЦ «Металлургические технологии» в СибГИУ.

## Награды и звания
- «Почётный работник высшего профессионального образования Российской Федерации»,
- «Почётный металлург», «Почётный горняк»,
- Почётный знак Золотой знак «Кузбасс»,
- «Заслуженный работник высшей школы РФ».

медали 
- «За вклад в развитие Кузбасса» 3 степеней,
- «60 лет Кемеровской области»

## Научные труды
- Основы ресурсо- и энергосберегающих технологий конверторной плавки : учебное пособие / Е. В. Протопопов; Кузбасский политехнический институт, 1990
- Теоретические основы сталеплавильных процессов : учебное пособие для вузов / Р. С. Айзатулов, П. С. Харлашин, Е. В. Протопопов [и др.]; под ред. П. С. Харлашина, Издательство МИСИС, 2002
- Газоочистные устройства сталеплавильных агрегатов и утилизация промышленных отходов : учебное пособие для вузов / Е. В. Протопопов [и др.] ; Сиб. гос. индустр. ун-т, 2005
- Непрерывная разливка стали и формирование навыков управления МНЛЗ : учебное пособие для вузов / Е. В. Протопопов, Л. А. Ганзер; Сиб. гос. индустр. ун-т, 2006
- Каталитические процессы очистки выбросов металлургического производства : учебное пособие для вузов / Л. Б. Павлович, Е. В. Протопопов, С. Г. Коротков, 2008
- Внепечная обработка на агрегате ковш-печь : учебное пособие для вузов / Е. В. Протопопов, Л. А. Ганзер; Сиб. гос. индустр. ун-т, 2010
- Металлургические технологии переработки техногенных месторождений, промышленных и бытовых отходов : монография / С. Н. Кузнецов, Е. П. Волынкина, Е. В. Протопопов, В. Н. Зоря. Издательство Сибирского отделения Российской Академии наук, 2014